# 디옥시리보스
디옥시리보스(영어: deoxyribose) 또는 2-디옥시리보스는 화학식이 H-(C=O)-(CH2)-(CHOH)3-H 인 단당류이다. 리보스에서 산소 원자 하나가 없는 디옥시당이다. 오탄당인 리보스와 아라비노스는 2번 탄소(C-2)에서 입체화학적인 차이가 있기 때문에 2-디옥시리보스와 2-디옥시아라비노스는 에피머이다. 리보스는 디옥시리보스의 전구물질이다.

## 구조
화학식 H-(C=O)-(CH2)-(CHOH)3-H의 여러 이성질체가 존재하지만, 피셔 투영식에서 디옥시리보스의 모든 하이드록시기는 같은 쪽에 위치한다. 2-디옥시리보스라는 명칭은 생물학적으로 중요한 D-2-디옥시리보스와 보기 드문 L-2-디옥시리보스 두 거울상 이성질체 모두를 가리킬 수 있다. D-2-디옥시리보스는 핵산 DNA의 전구물질이다. 2-디옥시리보스는 다섯 개의 탄소 원자를 가진 단당류로 알데하이드 작용기를 가지는 알도스이다.
수용액에서 디옥시리보스는 주로 세 가지 구조의 혼합물로 존재한다. 사슬형 구조인 H-(C=O)-(CH2)-(CHOH)3-H와, 5원자 고리형인 디옥시리보푸라노스(C3'-endo)와 6원자 고리형인 디옥시리보피라노스(C2'-endo)가 그것이다. 리보스의 경우 C3'-endo형이 우세한 것과는 달리 디옥시리보스는 C2'-endo형이 우세하다.
|  |

## 생물학적 중요성
2-디옥시리보스 유도체는 DNA의 구성 성분으로 생물학에서 중요한 역할을 한다. 생물에서 유전 정보의 주요 저장소인 DNA(디옥시리보 핵산) 분자는 디옥시리보스를 포함하는 뉴클레오타이드 단위가 인산기를 통하여 연결된 긴 사슬로 구성된다. 표준 핵산 명명법에 따르면 DNA 뉴클레오타이드는 디옥시리보스 분자와 디옥시리보스 1' 탄소에 부착된 질소 염기(대개 아데닌, 티민, 구아닌, 사이토신)로 구성된다. 각 디옥시리보스 단위의 5' 하이드록시기는 바로 이전 디옥시리보스의 3' 탄소에 붙은 인산에 의해 대체된다.
디옥시리보스의 2' 탄소에 하이드록시기가 없기 때문에 DNA는 RNA에 비하여 기계적 유연성이 높다. 이로 인하여 DNA는 이중 나선 형태로 존재할 수 있고 진핵세포의 경우 핵 내에서 빽빽하게 감긴 상태로 존재할 수 있다. 이중가닥 DNA는 대개 RNA보다 훨씬 길다. RNA와 DNA 골격은 구조적으로 유사하지만, RNA는 단일가닥이고 디옥시리보스 대신 리보스로 이루어진다.
이 외에 생물학적으로 중요한 디옥시리보스 유도체로는 디옥시아데노신 5'-일인산(dAMP) 같은 인산기가 1~3개 붙은 디옥시리보스들이 있다.

### 생합성
디옥시리보스는 리보뉴클레오타이드 환원효소에 의하여 리보스 5-인산으로부터 생성된다. 리보뉴클레오타이드 환원효소는 탈산소반응을 촉매한다.

## 역사
디옥시리보스는 1929년 피버스 레빈(Phoebus Levene)이 발견하였다.

## 같이 보기
- 리보스